# アンドレア・ファンタジア
アンドレア・ファンタジア（伊: Andrea Fantasia、本名不明、生年月日不明、没年月日1985年11月2日）はイタリアの映画俳優、スタントマン、殺陣師。時には制作進行やセット監督を務めることもあった。
同時代に活動した同業者のフランコ・ファンタシアは兄弟で、共演作もある。
別のクレジット名義はアンドリュー・ハート（Andrew Hart）がある。

## 経歴
1950年代より映画出演し、出演と並行してスタント・コーディネーターや殺陣師（フェンシング・マスター）を務めた。キャリアの初期にはキング・ヴィダー監督の超大作『戦争と平和』（1956年）の端役がある。以後、ペプラム物やマカロニ・ウエスタン等のアクション映画に出演したが、大半が端役だった。フェデリコ・フェリーニ監督の『フェリーニのローマ』（1972年）やオムニバス映画『世にも怪奇な物語』（1968年）にもクレジットなしながらも顔を見せる。また、ルッジェロ・デオダート監督の『女戦士ゼナベル』（1969年/未/ビデオ）ではデルゲート・プロデューサーを担当した。

## 出演
フィルモグラフィ
- 『戦争と平和』（1956年）（クレジットなし）キング・ヴィダー監督
- 『ヘラクレス』（1958年）ピエトロ・フランチーシ監督
- 『ヘラクレスの逆襲』（1959年）
- 『アルプス征服軍/ハンニバル』（1959年）エドガー・G・ウールマー監督
- 『ダビデとゴライアス』（1960年）（スタント・コーディネーター）フェルディナンド・バルディ監督
- 『マチステ』（1960年）（疑斗）カルロ・カンボガリアーニ監督
- 『スパルタの若獅子』（1960年）ピエトロ・フランチーシ監督
- 『コザック』（1960年）ヴィクトール・トールヤンスキー、ジョルジオ・ヴェンテュリーニ共同監督
- 『ヘラクレス、サムソン、ユリシーズ』（1963年）
- 『西部の英雄バッファロー・ビル』（1964年/未ソフト化）（クレジットなし）ジョン・W・フォードスン（マリオ・コスタ）監督
- 『荒野の一つ星』（1967年）（クレジットなし）カルヴィン・J・パジェット（ジョルジオ・フェローニ）監督
- 『残虐の掟』（1967年）テレンス・ヤング監督
- 『血闘のジャンゴ（血斗のジャンゴ）』（1967年）（クレジットなし）セルジオ・ソリーマ監督
- 『世にも怪奇な物語』（1968年）（クレジットなし）
- 『砂漠の戦場/エル・アラメン』（1968年）カルヴィン・ジャクスン・パジェット（ジョルジオ・フェローニ）監督
- 『フェリーニのローマ』（1972年）（クレジットなし）フェデリコ・フェリーニ監督
- 『ゾロの息子』（1973年/未ソフト化）
- 『巨大なる戦線（ザ・ビッグバトル）』（1978年/未/TV放映/ビデオ）ウンベルト・レンツィ監督
- 『シシリアン・ボス』（1979年/未/ビデオ）（クレジットなし）ウンベルト・レンツィ監督